# Brit Guyana az 1960. évi nyári olimpiai játékokon
Brit Guyana az olaszországi Rómában megrendezett 1960. évi nyári olimpiai játékok egyik részt vevő nemzete volt. Az országot az olimpián 2 sportágban 5 sportoló képviselte, akik érmet nem szereztek.

## Atlétika
Férfi
| Versenyző       | Versenyszám | Előfutam | Előfutam | Negyeddöntő | Negyeddöntő | Elődöntő | Elődöntő | Döntő   | Döntő    |
| Versenyző       | Versenyszám | Idő      | Hely.    | Idő         | Hely.       | Idő      | Hely.    | Idő     | Helyezés |
| --------------- | ----------- | -------- | -------- | ----------- | ----------- | -------- | -------- | ------- | -------- |
| Clayton Glasgow | 200 m       | 22,6     | 3.       | kiesett     | kiesett     | kiesett  | kiesett  | kiesett | kiesett  |
| Clayton Glasgow | 400 m       | 50,7     | 5.       | kiesett     | kiesett     | kiesett  | kiesett  | kiesett | kiesett  |
| Ralph Gomes     | 800 m       | 1:52,9   | 2.       | 1:52,3      | 5.          | kiesett  | kiesett  | kiesett | kiesett  |
| George De Peana | 5000 m      | 15:54,2  | 13.      |             |             |          |          | kiesett | kiesett  |

Női
| Versenyző     | Versenyszám | Selejtező | Selejtező | Döntő    | Döntő    |
| Versenyző     | Versenyszám | Eredmény  | Helyezés  | Eredmény | Helyezés |
| ------------- | ----------- | --------- | --------- | -------- | -------- |
| Brenda Archer | Magasugrás  | 155 cm    | 20.       | kiesett  | kiesett  |

## Ökölvívás
| Versenyző     | Versenyszám  | 32-es főtábla                      | Nyolcaddöntő      | Negyeddöntő       | Elődöntő          | Döntő             | Helyezés |
| Versenyző     | Versenyszám  | Ellenfél Eredmény                  | Ellenfél Eredmény | Ellenfél Eredmény | Ellenfél Eredmény | Ellenfél Eredmény | Helyezés |
| ------------- | ------------ | ---------------------------------- | ----------------- | ----------------- | ----------------- | ----------------- | -------- |
| Carl Crawford | Félnehézsúly | Zbigniew Pietrzykowski (POL) · 0-5 | kiesett           | kiesett           | kiesett           | kiesett           | 17.      |